# Samsok
Samsŏk-guyŏk (Hán Việt: Tam Thạch khu vực) là một trong 19 đơn vị hành chính của thủ đô Bình Nhưỡng, Cộng hòa Dân chủ Nhân dân Triều Tiên. Khu vực giáp với Pyongsong, tỉnh lị của tỉnh Pyongan Nam ở phía bắc, phía nam là sông Đại Đồng và Sungho nằm đối diện qua sông, phía tây là Taesong, Ryongsong và Unjong. Khu vực được thành lập vào tháng 9 năm 1959.
Năm 2008, dân cư khu vực Samsok là 62.790, gồm 29.695 nam và 33.095 người nữ, trong đó dân cư thành thị chỉ là 31.755 người (50,6%).